# Bourdeau
Bourdeau is een gemeente in het Franse departement Savoie (regio Auvergne-Rhône-Alpes) en telt 484 inwoners (2004). De plaats maakt deel uit van het arrondissement Chambéry.

## Geografie
De oppervlakte van Bourdeau bedraagt 4,8 km², de bevolkingsdichtheid is 100,8 inwoners per km². Bourdeau ligt aan de zuidwestelijke oever van het lac du Bourget.
De onderstaande kaart toont de ligging van Bourdeau met de belangrijkste infrastructuur en aangrenzende gemeenten.

## Demografie
Onderstaande figuur toont het verloop van het inwonertal (bron: INSEE-tellingen).